# Secretaría General Técnica del Ministerio de Educación
La Secretaría General Técnica del Ministerio de Educación, Formación Profesional y Deportes es el órgano directivo, adscrito a la Subsecretaría, encargado de las funciones de análisis y preparación de la normativa legal y relaciones con los tribunales, de asesoramiento a los órganos del Departamento, de las funciones administrativas, de las funciones de gestión entre órganos y de los bienes del Ministerio así como del área de informática y de atención al ciudadano.

## Historia
La Secretaría General Técnica nace en el Ministerio de Educación Nacional en 1955. Esta secretaría era el resultado de la unión de todos los gabinetes técnicos que en ese momento poseían la Subsecretaría y las diferentes direcciones generales del Departamento. En sus inicios dependía directamente del ministro, siendo en 1985 cuando se adscribió a la Subsecretaría.

## Estructura y funciones
La Secretaría General Técnica ejerce sus funciones a través de los órganos en los que se divide:
- La Vicesecretaría General Técnica, a la que le corresponde la elaboración y propuesta del plan normativo del Departamento y la coordinación e impulso de su ejecución; el estudio, informe y, en su caso, elaboración de los proyectos de disposiciones generales que corresponda dictar o proponer al Departamento; y la preparación, informe y asistencia a los órganos superiores del Departamento en relación con los asuntos que deban someterse al Consejo de Ministros, a las Comisiones Delegadas del Gobierno y a la Comisión General de Secretarios de Estado y Subsecretarios. Asimismo, gestiona la publicación de disposiciones y actos administrativos del Departamento en el Boletín Oficial del Estado; y lo relacionado con la participación del Departamento en la Comisión de Seguimiento de Disposiciones y Actos de las Comunidades Autónomas y la coordinación de las acciones de los distintos órganos directivos del Departamento relativas al traspaso de funciones y servicios a éstas.
- La Subdirección General de Recursos y Relaciones con los Tribunales, a la que le corresponde la tramitación y propuesta de resolución de recursos administrativos y procedimientos similares, las relaciones con los juzgados y tribunales de Justicia y el seguimiento de procedimientos judiciales de ámbito europeo.
- La Subdirección General de Estadística y Estudios, a la que la planificación, impulso, coordinación y, en su caso, elaboración de las estadísticas del Departamento, así como de la realización y difusión de investigaciones, encuestas y estudios.
- La Subdirección General de Atención al Ciudadano, Documentación y Publicaciones, a la que le corresponden las relaciones con los ciudadanos, la coordinación de los contenidos digitales del Ministerio, así como las políticas sobre transparencia pública y gobierno abierto, protección de datos personales y todo lo referente a programa editorial, archivo, biblioteca y documentación.

## Secretarios generales técnicos
1. Manuel Fraga Iribarne (6 de mayo de 1955-3 de marzo de 1956)
2. Antonio Tena Artigas (3 de marzo de 1956-23 de mayo de 1968)
3. Ricardo Díez-Hochleitner (23 de mayo de 1968-8 de noviembre de 1969)
4. Pedro Segú Martín (8 de noviembre de 1969-8 de febrero de 1971)
5. Pedro Aragoneses Alonso (8 de febrero de 1971-25 de junio de 1973)
6. José Luis García Garrido (25 de junio de 1973-1974)
7. Juan Velarde Fuertes (1974-13 de enero de 1976)
8. Sebastián Martín-Retortillo Baquer (13 de enero de 1976-26 de julio de 1976)
9. Juan Luis Iglesias Prada (26 de julio de 1976-4 de agosto de 1977)
10. Miguel Ángel Sánchez-Terán Hernández (4 de agosto de 1977-19 de diciembre de 1978)
11. José María Elías de Tejada Lozano (2 de enero de 1979-21 de mayo de 1979)
12. Miguel Ángel Arroyo Gómez (22 de mayo de 1979-28 de julio de 1981)
13. José Manuel Tejerizo López (21 de septiembre de 1981-1 de febrero de 1982)
14. Manuel de Puelles Benítez (1 de febrero de 1982-8 de diciembre de 1982)
15. Joaquín Arango Vila-Belda (8 de diciembre de 1982-20 de abril de 1985)
16. Manuel de Puelles Benítez (20 de abril de 1985-30 de septiembre de 1986)
17. Joan Romero González (30 de septiembre de 1986-14 de julio de 1987)
18. Enrique Guerrero Salom (14 de julio de 1987-5 de septiembre de 1988)
19. Juan Antonio Gimeno Ullastres (24 de junio de 1989-30 de septiembre de 1991)
20. José Luis Pérez Iriarte (30 de septiembre de 1991-16 de julio de 1994)
21. Ricardo Alfredo Robles Montaña (19 de julio de 1994-15 de julio de 1995)
22. Javier Lamana Palacios (15 de julio de 1995-11 de mayo de 1996)
23. Juan Antonio Puig Server Martínez (25 de mayo de 1996-22 de enero de 1999)
24. Tomás González Cueto (23 de enero de 1999-5 de mayo de 2000)
25. José Luis Cádiz Deleito (13 de mayo de 2000-29 de noviembre de 2003)
26. Rosa Rodríguez Pascual (29 de noviembre de 2003-24 de abril de 2004)
27. Javier Díaz Malledo (24 de abril de 2004-1 de julio de 2006)
28. Aurelio Pérez Giralda (1 de julio de 2006-29 de abril de 2008)
29. José Canal Muñoz (29 de abril de 2008-19 de noviembre de 2016)
30. Mónica Fernández Muñoz (3 de diciembre de 2016-30 de junio de 2018)
31. Liborio López García (30 de junio de 2018-6 de abril de 2022)
32. Santiago Antonio Roura Gómez (6 de abril de 2022-20 de diciembre de 2023)[6]
33. Juan Ignacio Cabo Pan (20 de diciembre de 2023-6 de marzo de 2024). Vicesecretario; interino por vacancia del titular.
34. Laura Manzano Palomo (6 de marzo de 2024-presente)[7]